# Associazione Sportiva Dilettantistica Mozzanica 2015-2016
Questa voce raccoglie le informazioni riguardanti l'Associazione Sportiva Dilettantistica Mozzanica nelle competizioni ufficiali della stagione 2015-2016.

## Stagione
Il campionato del Mozzanica è iniziato con quattro vittorie nelle prime quattro gare e sette nelle prime otto, tra cui la vittoria per 4-0 sul Brescia. Grazie a questi risultati le bergamasche si sono trovate in testa alla classifica. Testa mantenuta il sabato seguente nonostante il pareggio casalingo contro l'AGSM Verona, ma persa la giornata seguente con la sconfitta contro il Tavagnacco. Il Mozzanica si è riscattato con quattro vittorie consecutive, che l'hanno riportato in testa in coabitazione con Brescia e Fiorentina prima e col solo Brescia fino alla 15ª giornata. Un progressivo calo delle prestazioni (due sole vittorie nelle ultime otto gare) ha allontanato il Mozzanica dalla vetta e dalla qualificazione alla UEFA Women's Champions League, fino a concludere il campionato al quarto posto.
In Coppa Italia il Mozzanica è partito dalla fase a gironi ed è agevolmente arrivato a disputare la semifinale contro il Brescia. Il calo delle prestazioni già osservato in campionato si è ripercosso anche in coppa, con le bergamasche sconfitte per 5-1 in casa dalle bresciane, neo-campionesse d'Italia, ed eliminate dalla competizione.

## Organigramma societario
Area tecnica
- Allenatore: Nazzarena Grilli
- Preparatore: Simone Lanzani
- Preparatore portieri: Angelo Gibillini
- Assistente tecnico: Davide Lunghi
- Team Manager: Claudio Salviti

Area sanitaria
- Medico sociale: Cristina Morelli
- Massio-fisioterapista: Angelo Grippa

## Rosa
Rosa, numerazione e ruoli, tratti dal sito ufficiale della società, sono aggiornati al 13 gennaio 2016.
| N. |                   | Ruolo | Calciatrice          |
| -- | ----------------- | ----- | -------------------- |
| 1  | Italia (bandiera) | P     | Alessia Gritti       |
| 2  | Italia (bandiera) | D     | Alida Pernigoni      |
| 3  | Italia (bandiera) | D     | Francesca Tonani     |
| 4  | Italia (bandiera) | C     | Daniela Stracchi     |
| 5  | Italia (bandiera) | D     | Viviana Schiavi      |
| 6  | Italia (bandiera) | D     | Angela Locatelli (c) |
| 7  | Italia (bandiera) | A     | Marta Mason          |
| 8  | Italia (bandiera) | C     | Aurora Galli         |
| 9  | Italia (bandiera) | A     | Valentina Giacinti   |
| 10 | Italia (bandiera) | C     | Andrea Scarpellini   |
| 11 | Italia (bandiera) | C     | Marina Cervi         |
| 13 | Italia (bandiera) | D     | Jenny Dossi          |

| N. |                   | Ruolo | Calciatrice           |
| -- | ----------------- | ----- | --------------------- |
| 14 | Italia (bandiera) | C     | Giulia Fusar Poli     |
| 16 | Italia (bandiera) | D     | Federica Rizza        |
| 18 | Italia (bandiera) | A     | Sandy Iannella        |
| 20 | Italia (bandiera) | D     | Elisa Bartoli         |
| 21 | Italia (bandiera) | P     | Alessia Capelletti    |
| 23 | Italia (bandiera) | C     | Manuela Giugliano     |
| 24 | Italia (bandiera) | D     | Giulia Rizzon         |
| 27 | Italia (bandiera) | D     | Stefania Zanoletti    |
| 36 | Italia (bandiera) | A     | Michela Cambiaghi     |
| -  | Italia (bandiera) | A     | Nicole Garavelli      |
| -  | Italia (bandiera) | A     | Giorgia Pellegrinelli |

## Calciomercato
| Acquisti | Acquisti           | Acquisti | Acquisti   |
| R.       | Nome               | da       | Modalità   |
| -------- | ------------------ | -------- | ---------- |
| P        | Alessia Capelletti |          | definitivo |
| D        | Elisa Bartoli      |          | svincolata |
| D        | Federica Rizza     | Inter    | definitivo |
| D        | Stefania Zanoletti | Brescia  | definitivo |
| C        | Aurora Galli       |          | svincolata |
| C        | Manuela Giugliano  |          | svincolata |

| Cessioni | Cessioni         | Cessioni        | Cessioni   |
| R.       | Nome             | a               | Modalità   |
| -------- | ---------------- | --------------- | ---------- |
| P        | Chiara Vignati   |                 | svincolata |
| D        | Giorgia Spinelli | Inter Milano    | definitivo |
| C        | Silvia Piva      |                 | svincolata |
| C        | Penelope Riboldi | Pink Sport Time | definitivo |

## Risultati

### Serie A

#### Girone di andata
| Arbitro: | Rocco Ponzio (Moliterno) |

|  |           |                                          |
|  | Marcatori | 23’, 52’ (rig.) Giacinti 45+1’ Giugliano |

| Arbitro: | Marco Cecchin (Bassano del Grappa) |

|                                             |           |                               |
| Giugliano 28’ Mason 35’ Giacinti 20’ (rig.) | Marcatori | 7’, 62’ (rig.) Mastrovincenzo |

| Arbitro: | Gobbato (Latisana) |

|             |           |                                                                                |
| Cisotto 19’ | Marcatori | 12’, 30’ (rig.), 41’ (rig.) Giacinti 23’ Bartoli 46’ Scarpellini 83’ Cambiaghi |

| Arbitro: | Alain Bontadi (Trento) |

|                                                |           |  |
| Giacinti 36’ Mason 56’ Iannella 87’ Rizzon 89’ | Marcatori |  |

| Arbitro: | Francesco Lipizer (Verona) |

|                            |           |                        |
| Giugliano 41’ Giacinti 67’ | Marcatori | 43’ Caccamo 46’ Panico |

| Arbitro: | Daniele Sonetti (Genova) |

|  |           |                                                    |
|  | Marcatori | 25’, 63’ Giugliano 30’, 33’ Giacinti 90’ Cambiaghi |

| Arbitro: | Davide Faraon (Conegliano) |

|                                            |           |                           |
| Mason 10’ Giacinti 30’, 45’, 54’, 78’, 79’ | Marcatori | 44’ Erlacher 83’ Paolillo |

| Arbitro: | Stefano Campagnolo (Bassano del Grappa) |

|              |           |                                                          |
| Piemonte 32’ | Marcatori | 1’, 57’ Giugliano 31’ Scarpellini 49’ Mason 52’ Giacinti |

| Arbitro: | Dario Madonia (Palermo) |

|               |           |             |
| Giugliano 28’ | Marcatori | 43’ Bonetti |

| Arbitro: | Luca Bergamin (Castelfranco Veneto) |

|                             |           |  |
| Zuliani 13’ Del Stabile 56’ | Marcatori |  |

| Arbitro: | Alessandro Munerati (Rovigo) |

|                                     |           |               |
| Giacinti 10’ Iannella 18’ Mason 77’ | Marcatori | 88’ Coluccini |

#### Girone di ritorno
| Arbitro: | Giampiero Salvo Rossi (Pinerolo) |

|                   |           |  |
| Giacinti 25’, 63’ | Marcatori |  |

| Arbitro: | Fabio Catani (Fermo) |

|  |           |                   |
|  | Marcatori | 60’, 62’ Giacinti |

| Arbitro: | Fabian Brognati (Ferrara) |

|                                                                  |           |  |
| Giacinti 5’, 19’, 69’ Bartoli 14’ Iannella 30’ Scarpellini 45+1’ | Marcatori |  |

| Arbitro: | Carmen Gaudieri (Battipaglia) |

|              |           |             |
| Williams 50’ | Marcatori | 1’ Giacinti |

| Arbitro: | Sicurello (Seregno) |

|                 |           |              |
| Vicchiarello 9’ | Marcatori | 47’ Iannella |

| Arbitro: | Alessandro Munerati (Rovigo) |

|                                                                                 |           |  |
| Scarpellini 33’ Iannella 34’ Giacinti 51’, 61’, 68’ Cambiaghi 74’ Giugliano 75’ | Marcatori |  |

| Arbitro: | Davide Faraon (Conegliano) |

|              |           |                 |
| Vivirito 79’ | Marcatori | 30’ Scarpellini |

| Arbitro: | Andrea Sprezzola (Mestre) |

|              |           |                          |
| Iannella 20’ | Marcatori | 12’ Baldini 86’ Galletti |

| Arbitro: | Matteo Mattera (Roma) |

|                                  |           |  |
| Ledri 38’ Pirone 60’ Bonetti 75’ | Marcatori |  |

| Arbitro: | Davide Bellato (Mestre) |

|                                                  |           |           |
| Giacinti 35’, 76’ Iannella 45+1’ Giugliano 90+3’ | Marcatori | 37’ Sardu |

| Arbitro: | Gilberto Gregoris (Pescara) |

|             |           |  |
| Palombi 25’ | Marcatori |  |

### Coppa Italia

#### Turno preliminare
Quadrangolare D
| Arbitro: | Riccardo Dell'Oca (Como) |

|  |           |                                                                     |
|  | Marcatori | 2’, 9’, 84’ Giacinti 22’, 31’ Cambiaghi 47’ Bartoli 58’ Scarpellini |

| Arbitro: | Davide Marelli (Monza) |

|                                            |           |  |
| Giacinti 2’, 70’ Cambiaghi 45’ Bartoli 83’ | Marcatori |  |

| Arbitro: | Stefano Nicolini (Brescia) |

|                                           |           |                                                      |
| Ferrario 25’, 65’ Abati 28’ Regazzoli 77’ | Marcatori | 35’ Mason 40’ Iannella 53’ Cambiaghi 85’ Scarpellini |

#### Sedicesimi di finale
| Arbitro: | Andrea Bordin (Bassano del Grappa) |

|                                                                             |           |               |
| Galli 26’ Giacinti 35’ Giugliano 46’ Scarpellini 71’ Mason 87’ Iannella 88’ | Marcatori | 48’ L. Gritti |

#### Ottavi di finale
| Arbitro: | Eugenio Scarpa (Collegno) |

|                                             |           |            |
| Giacinti 7’, 83’ Iannella 16’ Cambiaghi 81’ | Marcatori | 3’ Gaspari |

#### Quarti di finale
| Arbitro: | Giuseppe Vingo (Pisa) |

|                   |           |                                        |
| Rizzon 28’ (aut.) | Marcatori | 34’ Stracchi 75’ Giacinti 87’ Iannella |

#### Semifinale
| Arbitro: | Lombardelli (Torino) |

|                   |           |                                                     |
| Pellegrinelli 88’ | Marcatori | 12’, 40’ Bonansea 16’ Mele 66’ Rosucci 83’ Sabatino |

## Statistiche

### Statistiche di squadra
| Competizione | Punti | In casa | In casa | In casa | In casa | In casa | In casa | In trasferta | In trasferta | In trasferta | In trasferta | In trasferta | In trasferta | Totale | Totale | Totale | Totale | Totale | Totale | DR  |
| Competizione | Punti | G       | V       | N       | P       | Gf      | Gs      | G            | V            | N            | P            | Gf           | Gs           | G      | V      | N      | P      | Gf     | Gs     | DR  |
| ------------ | ----- | ------- | ------- | ------- | ------- | ------- | ------- | ------------ | ------------ | ------------ | ------------ | ------------ | ------------ | ------ | ------ | ------ | ------ | ------ | ------ | --- |
| Serie A      | 44    | 11      | 8       | 2       | 1       | 39      | 11      | 11           | 5            | 3            | 3            | 26           | 11           | 22     | 13     | 5      | 4      | 65     | 22     | +43 |
| Coppa Italia | -     | 4       | 3       | 0       | 1       | 15      | 7       | 3            | 2            | 1            | 0            | 13           | 5            | 7      | 5      | 1      | 1      | 28     | 12     | +16 |
| Totale       | -     | 15      | 11      | 2       | 2       | 54      | 18      | 14           | 7            | 4            | 3            | 39           | 16           | 29     | 18     | 6      | 5      | 93     | 34     | +59 |

### Andamento in campionato
| Giornata  | 1 | 2 | 3 | 4 | 5 | 6 | 7 | 8 | 9 | 10 | 11 | 12 | 13 | 14 | 15 | 16 | 17 | 18 | 19 | 20 | 21 | 22 |
| --------- | - | - | - | - | - | - | - | - | - | -- | -- | -- | -- | -- | -- | -- | -- | -- | -- | -- | -- | -- |
| Luogo     | T | C | T | C | T | C | T | C | T | T  | C  | C  | T  | C  | T  | C  | T  | C  | T  | C  | C  | T  |
| Risultato | V | V | V | V | N | V | V | V | N | P  | V  | V  | V  | V  | N  | N  | V  | N  | P  | P  | V  | P  |
| Posizione | 1 | 1 | 1 | 1 | 2 | 2 | 2 | 1 | 1 | 2  | 1  | 1  | 1  | 1  | 1  | 2  | 2  | 2  | 3  | 4  | 4  | 4  |

Legenda:

Luogo: C = Casa; T = Trasferta. Risultato: V = Vittoria; N = Pareggio; P = Sconfitta.

### Statistiche delle giocatrici
| Giocatore        | Serie A  | Serie A | Serie A     | Serie A    | Coppa Italia | Coppa Italia | Coppa Italia | Coppa Italia | Totale   | Totale | Totale      | Totale     |
| Giocatore        | Presenze | Reti    | Ammonizioni | Espulsioni | Presenze     | Reti         | Ammonizioni  | Espulsioni   | Presenze | Reti   | Ammonizioni | Espulsioni |
| ---------------- | -------- | ------- | ----------- | ---------- | ------------ | ------------ | ------------ | ------------ | -------- | ------ | ----------- | ---------- |
| E. Bartoli       | 16       | 2       | 3           | 1          | 5            | 2            | 2            | 1            | 21       | 4      | 5           | 2          |
| M. Cambiaghi     | 19       | 3       | 0           | 0          | 6            | 5            | 0            | 0            | 25       | 8      | 0           | 0          |
| A. Capelletti    | 3        | -3      | 0           | 0          | 2            | -5           | 0            | 0            | 5        | -8     | 0           | 0          |
| M. Cervi         | 4        | 0       | 1           | 0          | 3            | 0            | 0            | 0            | 7        | 0      | 1           | 0          |
| J. Dossi         | 0        | 0       | 0           | 0          | 0            | 0            | 0            | 0            | 0        | 0      | 0           | 0          |
| G. Fusar Poli    | 3        | 0       | 0           | 0          | 1            | 0            | 0            | 0            | 4        | 0      | 0           | 0          |
| A. Galli         | 20       | 0       | 2           | 0          | 7            | 1            | 0            | 0            | 27       | 1      | 2           | 0          |
| N. Garavelli     | 0        | 0       | 0           | 0          | 1            | 0            | 0            | 0            | 1        | 0      | 0           | 0          |
| V. Giacinti      | 22       | 32      | 3           | 0          | 6            | 9            | 1            | 0            | 28       | 41     | 4           | 0          |
| M. Giugliano     | 15       | 10      | 0           | 0          | 3            | 1            | 0            | 0            | 18       | 11     | 0           | 0          |
| A. Gritti        | 19       | -19     | 0           | 0          | 6            | -7           | 0            | 0            | 25       | -26    | 0           | 0          |
| S. Iannella      | 18       | 7       | 0           | 0          | 7            | 4            | 1            | 0            | 25       | 11     | 1           | 0          |
| A. Locatelli     | 22       | 0       | 3           | 0          | 7            | 0            | 0            | 0            | 29       | 0      | 3           | 0          |
| M. Mason         | 14       | 5       | 1           | 0          | 5            | 2            | 0            | 0            | 19       | 7      | 1           | 0          |
| G. Pellegrinelli | -        | -       | -           | -          | 1            | 1            | 0            | 0            | 1        | 1      | 0           | 0          |
| A. Pernigoni     | 0        | 0       | 0           | 0          | -            | -            | -            | -            | 0        | 0      | 0           | 0          |
| F. Rizza         | 14       | 0       | 0           | 0          | 6            | 0            | 0            | 0            | 20       | 0      | 0           | 0          |
| G. Rizzon        | 16       | 1       | 1           | 0          | 3            | 0            | 0            | 0            | 19       | 1      | 1           | 0          |
| A. Scarpellini   | 22       | 5       | 2           | 0          | 7            | 3            | 0            | 0            | 29       | 8      | 2           | 0          |
| V. Schiavi       | 21       | 0       | 7           | 0          | 5            | 0            | 0            | 0            | 26       | 0      | 7           | 0          |
| D. Stracchi      | 22       | 0       | 1           | 0          | 7            | 1            | 0            | 0            | 29       | 1      | 1           | 0          |
| F. Tonani        | 13       | 0       | 0           | 0          | 5            | 0            | 0            | 0            | 18       | 0      | 0           | 0          |
| S. Zanoletti     | 19       | 0       | 0           | 0          | 5            | 0            | 0            | 0            | 24       | 0      | 0           | 0          |